# 狩猟場のチャールズ1世
『狩猟場のチャールズ1世』（しゅりょうばのチャールズいっせい、仏: Charles Ier à la chasse、英: Charles I at the Hunt）は、フランドルのバロック期の巨匠アンソニー・ヴァン・ダイクが1635年頃にキャンバス上に油彩で制作した肖像画である。現在、パリのルーヴル美術館に所蔵されている。チャールズ1世の権力が絶頂期だった頃の作品で、簡素な狩猟服を纏い、狩猟中に休憩しているかのように馬の横に立っている王の姿が表わされている。ルーヴル美術館で「紳士的な無頓着さと、王としての自信との間の微妙な妥協」と述べられている様式で描かれている。
チャールズは本作のためにヴァン・ダイクに100ポンドを支払ったが、本来、ヴァン・ダイクは200ポンドを要求していた。チャールズは後にこの作品に関心を失ったとみえ、作品が彼のコレクションに加えられたかどうかは判然としておらず、王が1649年に処刑された後の1649年の目録には記載されていない。1738年の時点で作品はフランスにあったが、デュ・バリー夫人が1775年にルイ16世に売却した。

## 作品

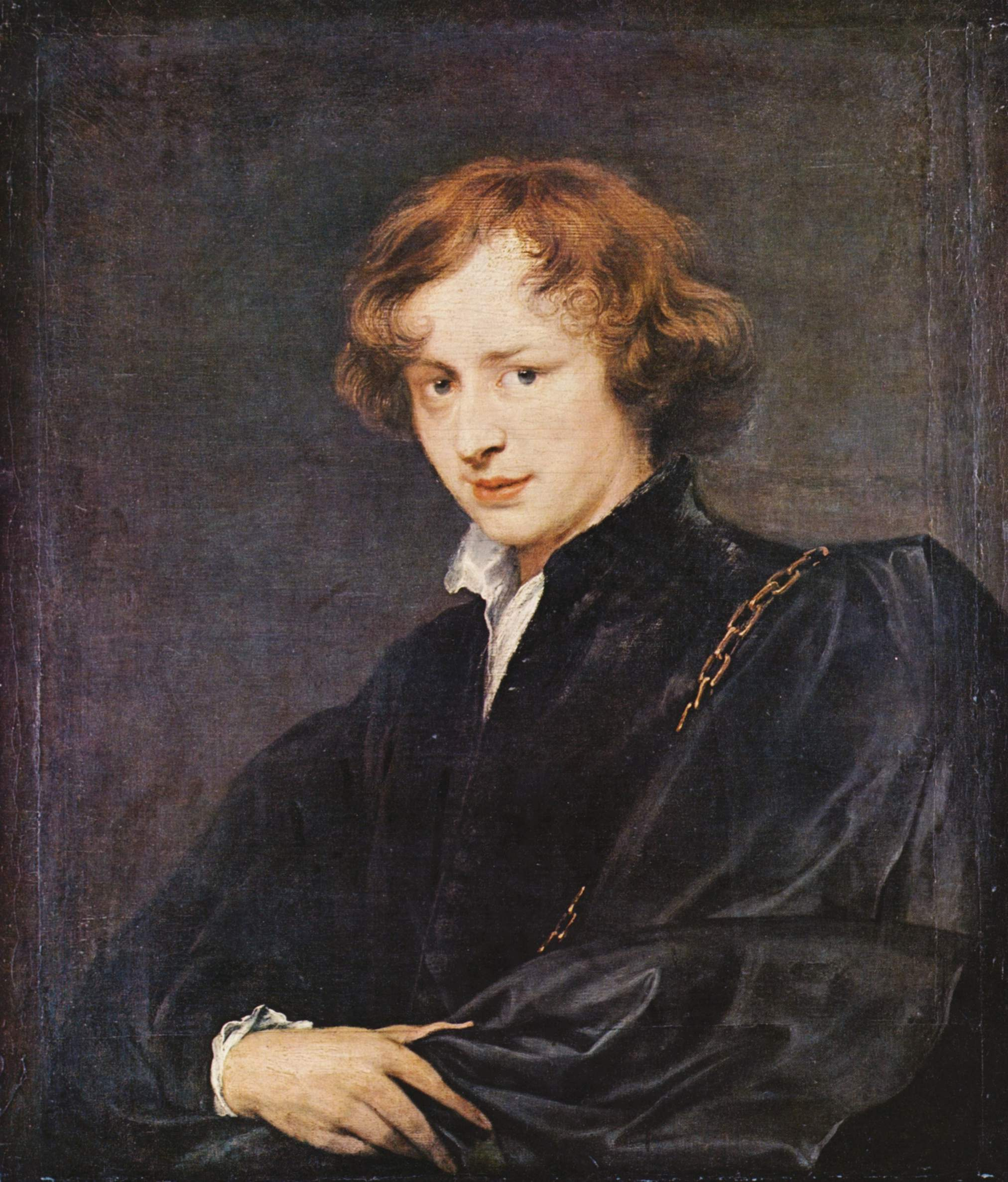
アンソニー・ヴァン・ダイク（自画像）

イングランドに主席宮廷画家として滞在していた3年間に、すでにヴァン・ダイクは鎧を身に着けたチャールズの2点の騎馬肖像画を描いていた。『馬上のチャールズ1世とサン・アントワーヌの領主の肖像』 (ロイヤル・コレクション) は、チャールズを彼の乗馬の師であるサン・アントワーヌ領主ピエール・アントワーヌ・ブルドン (Pierre Antoine Bourdon) とともに描いている。また、『チャールズ1世騎馬像』 (ロンドン・ナショナル・ギャラリー) は、チャールズを思索するかのように自身の領地を展望する英雄的な哲学者の王として描いている。 
本作は当時の肖像画の慣例から外れている。というのは、統治者は、自身の地位を示すあらゆる属性とともに描かれるのを好むのが常であったからである。国王や皇帝は、できるだけ豪華な衣装を纏い、荘厳な場においてポーズを取るのが普通であった。この肖像画に描かれているチャールズは宮廷の貴族と見分けがつかない。しかし、この絵画は王を描いた騎馬肖像画よりも王の個性をはるかに表現している。
ヴァン・ダイクは、この絵画で自身の自然主義的様式を完全に表現している。「チャールズは、まったく自然な、本能的な君主としての外観を与えられているが、故意に非公式な設定の中、気ままに散策しているので、一見してイングランドの王というより天然の紳士のようにみえる」。縦266センチ、横207センチのこの絵画は、左側の明るい空の前で、右側の木の下で陰になっている召使、馬を背にして立っているチャールズ1世を表している。こうして、他を圧する王の威厳がさりげなく表現されている。暗色の帽子は、彼の顔が空の色で霞んでしまわないようにしている。
チャールズは幅広の縁取りのある騎士の帽子を被り、涙の滴形のイヤリング、光沢のあるサテンのプールポワン、剣を身に着け、赤いオー・ド・ショースとめくられた革のブーツを履いて、明らかに狩猟中に休息している最中である。森のはずれの小高い丘で馬から降り、あたかも自身の領地と彼方の海 (おそらくワイト島が遠方に見えるソレント海峡) を展望するかのように立っている。顔は軽蔑的でやや苦い笑みを浮かべている。片手を無頓着に杖に載せつつ、もう1つの手は腰に置き、彼の君主としての象徴、そして自信の象徴である手袋を持っている。王は自身の身長を非常に気にしていたことで知られていたが、この絵画は鑑賞者を低い視点から王を見上げるように配置することにより、王の身長の低さを埋め合わせている。

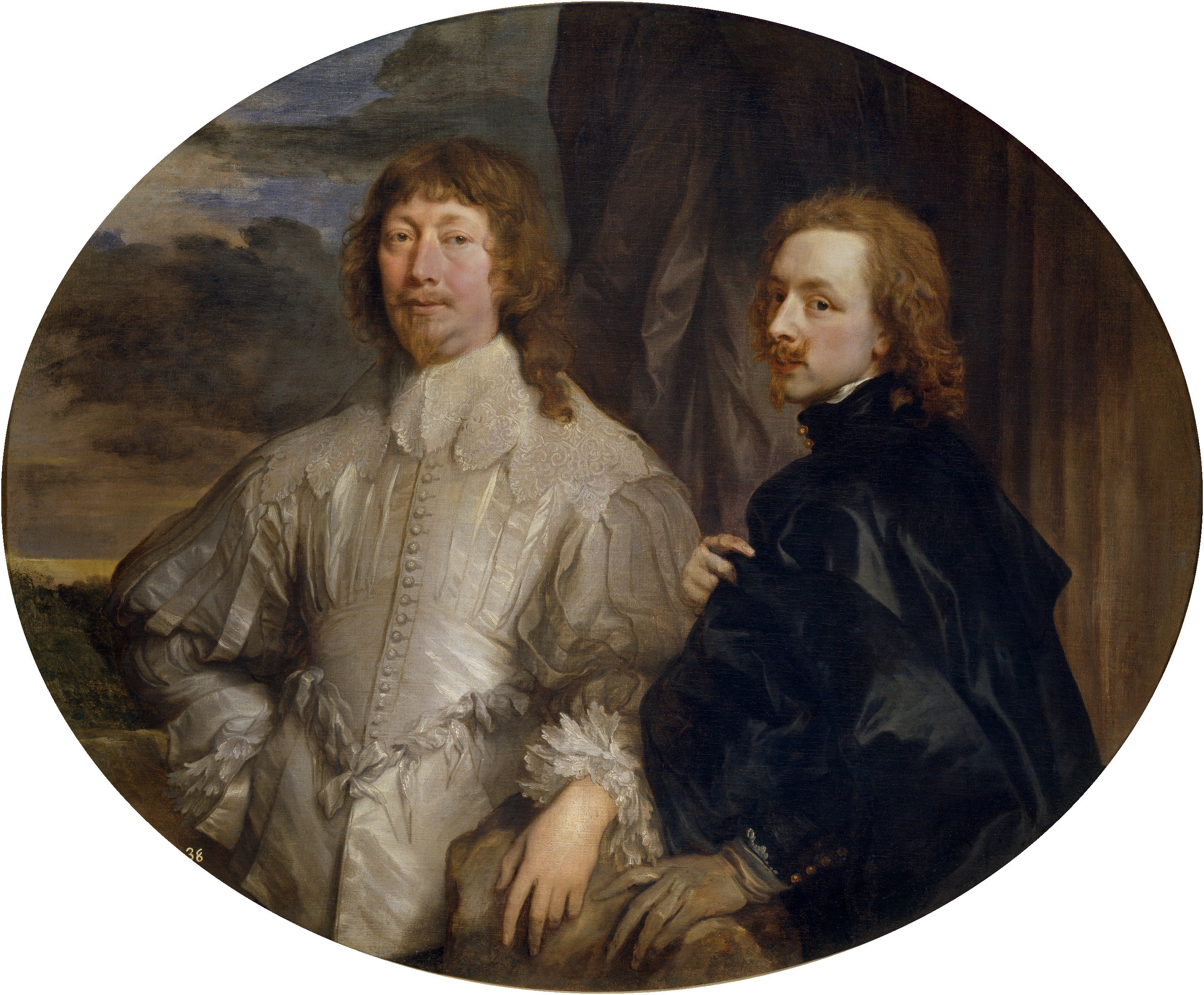
アンソニー・ヴァン・ダイク『エンディミオン・ポーター卿と画家』 (1635-1636年)、プラド美術館、マドリード

絵画はまた、若い小姓と、チャールズの絵画購入代理人で寵臣のエンディミオン・ポーター (ヴァン・ダイクによる、プラド美術館所蔵の『エンディミオン・ポーター卿と画家』で描かれている) が馬を抑えている姿を表している。馬は王に従う印として頭を下げているように見え、王の威厳を強調している。この絵画は、人物、馬、自然が見事に調和して描き出され、その調和は画面を明、暗、淡の部分に入念に分割することで強調されている。その一方で、王、従者たち、馬がそれぞれ別の方向に視線を向けていることで、目には見えない緊張感も生まれている。本作に見られる軽く、やわらかいタッチの繊細な描法、無頓着なポーズによる高貴さの逆説的な表現、肖像と風景を結びつける趣向などは、ジョシュア・レノルズやトマス・ゲインズバラなど18世紀のイギリスの肖像画に決定的影響を与えた。
画面右下の岩の上にあるラテン語の銘文「Carolus.I.REX Magnae Britanniae (グレート・ブリテンの王、チャールズ1世)」は彼の王としての権利を確立するもので、当時32歳であった彼の政治的声明である。彼の父ジェームズ1世はスコットランドとイングランドを統合し、自身をグレート・ブリテンの王として宣言したが、それは1707年合同法により法的にグレート・ブリテン王国が成立する70年近く前のことであった。

## ギャラリー

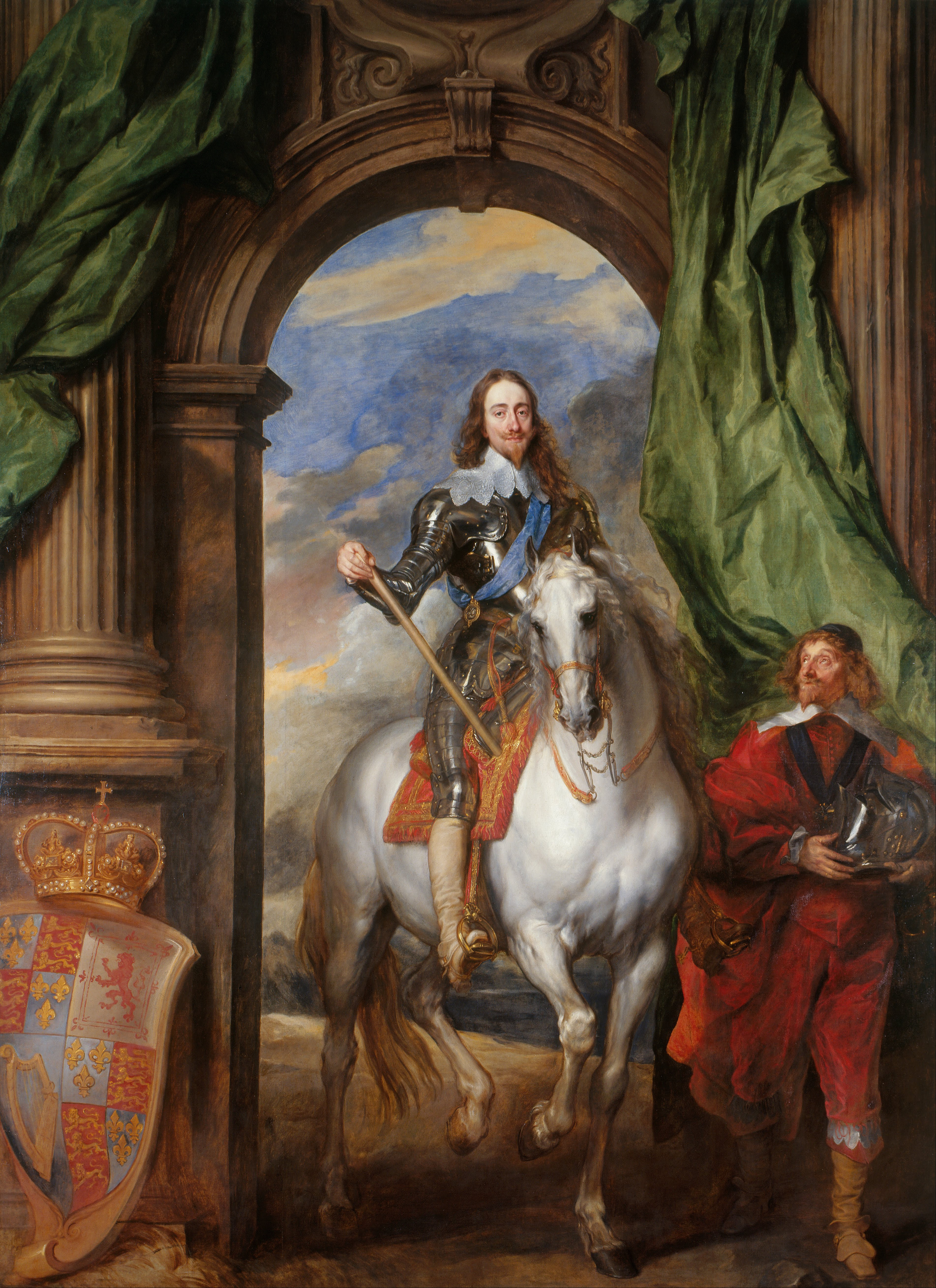
『馬上のチャールズ1世とサン・アントワーヌの領主の肖像』 (1633年)、ロイヤル・コレクション蔵
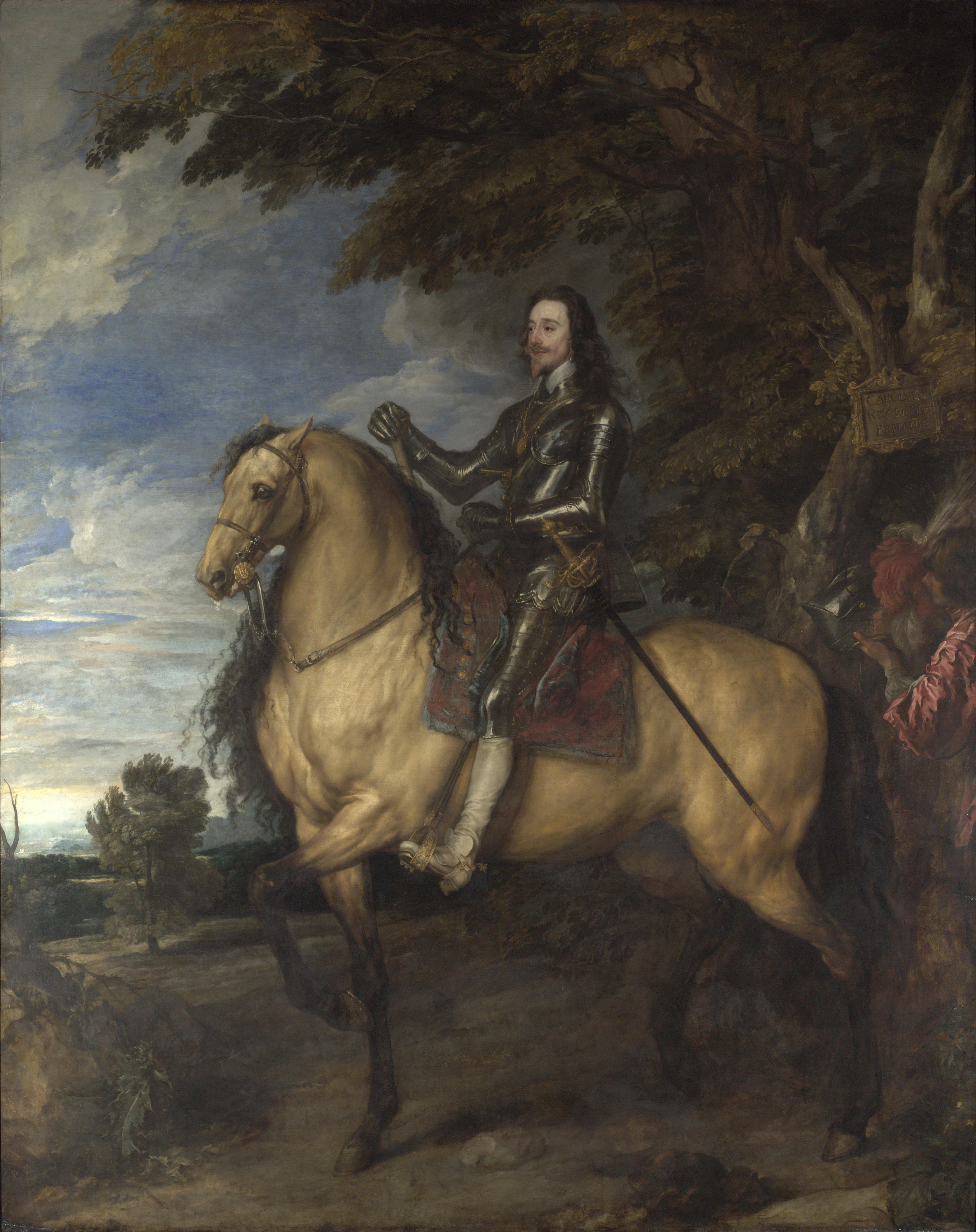
『チャールズ1世騎馬像』 (1637年-1638年)、ナショナル・ギャラリー (ロンドン) 蔵